# إيدو (غناباد)
إيدو (بالفارسية: ایدو) هي مستوطنة تقع في قسم كاخك الريفي (مقاطعة غناباد) في إيران. يقدر عدد سكانها بـ 64 نسمة .